# تيار تحت الجليد

منظر جوي للصفائح الجليدية في ساحل غرينلاند الشرقي.

تيار تحت الجليد أو تيارات تحت الجليد هي تيارات مائية تتدفق في قناة في قاع صفيحة جليدية أو نهر جليدي، وعادة ما تكون قريبة من نهاية النهر الجليدي.

## نبذة
تعتبر تيارات على قمة النهر الجليدي تنزل من خلال قنوات في الجليد تسمى مولين. تكون الضغوط عالية جدًا في هذه التيارات بسبب الكتلة الهائلة للجليد، وبالتالي فهي تتمتع بقوة تآكل عالية جدًا مما يعني أنها ستزيد من حجم المياه المتدفقة من خلالها، مما يحافظ على الضغط المرتفع. تتمتع بعض التيارات تحت الجليد بخاصية غريبة تتمثل في «التدفق» صعودًا بسبب الضغوط الهائلة الموجودة.